# Muksar
Muksar (en népalais : डुमरी) est un comité de développement villageois du Népal situé dans le district de Siraha. Au recensement de 2011, il comptait 3 503 habitants.